# 長秋詠藻
『長秋詠藻』（ちょうしゅうえいそう）は、平安時代末期の歌人・藤原俊成の家集。3巻。六家集の一。仁和寺の守覚法親王の求めに応じ、治承2年（1178年）3月に自撰し、同年夏に進献された。名称の「長秋」は皇后の唐名「長秋宮」に因む（俊成の極官は皇太后宮大夫）。

## 分類
『長秋詠藻』の伝本は大きく4類に分類されている。
| 分類     | 概要                                                                                     | 歌数   | 主な伝本                                                                        |
| -------- | ---------------------------------------------------------------------------------------- | ------ | ------------------------------------------------------------------------------- |
| 第一類本 | 俊成自撰の原型本                                                                         | 480首  | 筑波大学蔵本                                                                    |
| 第二類本 | 藤原定家が貴人から『長秋詠藻』を借用し書写した際、原型本に「右大臣家百首」を付加したもの | 580首  | ・冷泉家本 ・書陵部蔵本 ・陽明文庫蔵近衛基熙奥書本 ・専修大学蔵本（重要文化財） |
| 第三類本 | 二類本に『俊成家集（長秋草）』の一部である長歌および文治年間詠72首が付加されたもの       | 652首  | 国会図書館蔵本                                                                  |
| 第四類本 | 三類本の「右大臣家百首」と長歌・文治年間歌群の間に「千五百番歌合百首」が挿入されたもの   | 752首  | 六家集版本                                                                      |
| その他   | その他                                                                                   | その他 | 伝為相筆本（重要文化財）                                                        |

## 注解
- 『長秋詠藻　和歌文学大系22』久保田淳・川村晃生、明治書院、1998年